# Französische Rugby-Union-Meisterschaft 1919/20
Die Saison 1919/20 war die 24. Austragung der französischen Rugby-Union-Meisterschaft (französisch Championnat de France de rugby à XV). Sie umfasste 24 Mannschaften in der ersten Division (heutige Top 14). Es handelte sich um die erste Meisterschaft nach dem Ersten Weltkrieg und um die letzte, die durch den Verband Union des sociétés françaises de sports athlétiques organisiert wurde.
Nach einer regionalen Qualifikationsrunde trafen die Mannschaften zunächst in zwei K.-o.-Runden aufeinander. Es blieben sechs Mannschaften übrig, die in die Halbfinalrunde einzogen. Diese umfasste zwei Dreiergruppen, wobei die Gruppenersten ins Finale einzogen. Im Endspiel, das am 25. April 1920 im Stade Sainte-Germaine in Le Bouscat stattfand, spielten die beiden Gruppenersten um den Bouclier de Brennus. Dabei setzte sich Stadoceste Tarbais gegen den Racing Club de France durch und errang den einzigen Meistertitel der Vereinsgeschichte.

## Erste Runde
| Datum            | Begegnung                           | Ergebnis |
| ---------------- | ----------------------------------- | -------- |
| 22. Februar 1920 | Racing Club de France – Le Havre AC | 13:0     |
| 22. Februar 1920 | Aviron Bayonnais – Stade Nantais    | 29:0     |
| 22. Februar 1920 | Stade Bordelais – Stade Poitevin    | 11:0     |
| 22. Februar 1920 | AS Béziers – US Oyonnax             | 52:03    |
| 22. Februar 1920 | US Bergerac – Stadoceste Tarbais    | 05:23    |
| 22. Februar 1920 | TOEC – CA Brive                     | 06:0     |
| 22. Februar 1920 | Stade Toulousain – RC Toulon        | 29:0     |
| 22. Februar 1920 | Red Star Olympique – CA Périgueux   | 06:0     |
| 22. Februar 1920 | FC Auch – US Dax                    | 03:14    |
| 22. Februar 1920 | CA Bègles – SA Rochefort            | 08:0     |
| 22. Februar 1920 | FC Grenoble – US Perpignan          | 07:36    |
| 22. Februar 1920 | FC Lyon – RC Chalon                 | 30:05    |

## Zweite Runde
| Datum            | Begegnung                                | Ergebnis |
| ---------------- | ---------------------------------------- | -------- |
| 29. Februar 1920 | Racing Club de France – Aviron Bayonnais | 05:0     |
| 29. Februar 1920 | Stade Bordelais – AS Béziers             | 11:0     |
| 29. Februar 1920 | Stadoceste Tarbais – TOEC                | 16:10    |
| 29. Februar 1920 | Stade Toulousain – Red Star Olympique    | 09:0     |
| 7. März 1920     | US Dax – CA Bègles                       | 08:0     |
| 7. März 1920     | US Perpignan – FC Lyon                   | 31:0     |

## Halbfinalrunde

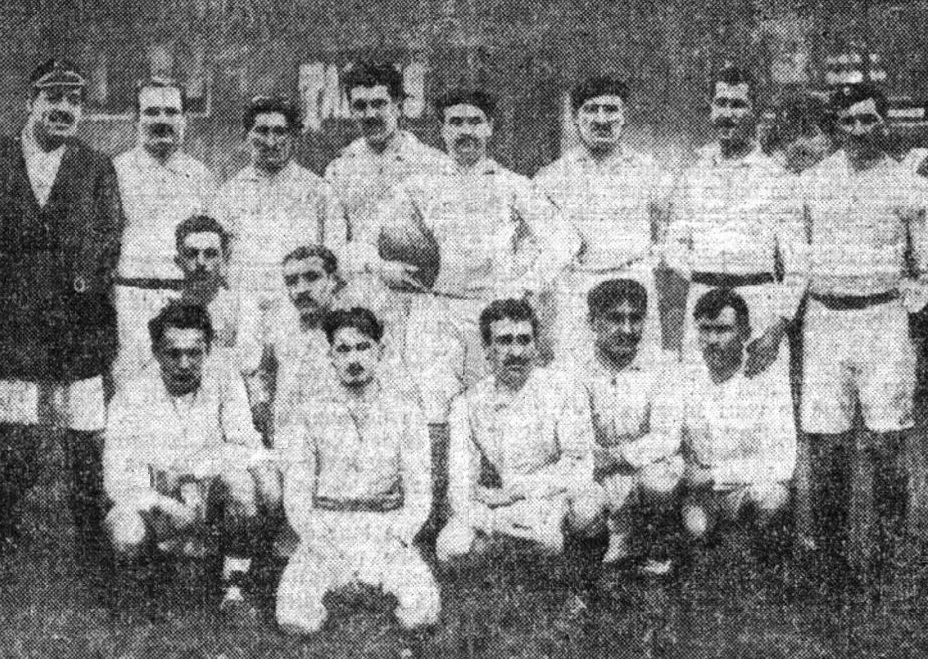
Die Meistermannschaft 1920

|    | Team                  | Siege | Unent. | Ndlg. | Spiel- punkte | Diff. | Tabellen- punkte |
| -- | --------------------- | ----- | ------ | ----- | ------------- | ----- | ---------------- |
| 1. | Racing Club de France | 2     | 0      | 0     | 21:12         | + 9   | 6                |
| 2. | Stade Toulousain      | 0     | 1      | 1     | 10:11         | − 1   | 3                |
| 3. | US Dax                | 0     | 1      | 1     | 8:16          | − 8   | 3                |

|    | Team               | Siege | Unent. | Ndlg. | Spiel- punkte | Diff. | Tabellen- punkte |
| -- | ------------------ | ----- | ------ | ----- | ------------- | ----- | ---------------- |
| 1. | Stadoceste Tarbais | 1     | 1      | 0     | 12:6          | + 6   | 5                |
| 2. | US Perpignan       | 1     | 1      | 0     | 22:6          | + 16  | 5                |
| 3. | Stade Bordelais    | 0     | 0      | 2     | 6:28          | − 22  | 2                |

## Finale
| 25. April 1920 | Stadoceste Tarbais                              | 8:3     | Racing Club de France | Stade Sainte-Germaine, Le Bouscat Zuschauer: 20.000 Schiedsrichter: Octave Léry |
| 25. April 1920 | Versuche: E. Cayrefourcq (2) Erhöhungen: Gallay | Bericht | Versuche: Thierry     | Stade Sainte-Germaine, Le Bouscat Zuschauer: 20.000 Schiedsrichter: Octave Léry |

Aufstellungen
Stadoceste Tarbais: Jean Boubée, Aimé Cassayet, Edmond Cayrefourcq, Ferdinand Cayrefourcq, André Casnabet, Marcel Clément, Paul Gallay, Louis Hernandez, Maurice-Henri Jeangrand, Jean Larrieu, Jean Nicolaï, Edmond Nicoleau, Xavier Prat, Noël Ricarte, Alphonse Rouch
Racing Club de France: Géo André, François Berrens, François Borde, Adolphe Bousquet, André Chilo, René Crabos, Étienne de Jouvencel, Serge Huard, Adolphe Jauréguy, Maurice Labeyrie, Roger Lerou, Henry Manu, Pierre Petiteau, Robert Thierry, Raymond Thoumazeau